# Vila (Viella y Medio Arán)
Vila es una población del municipio de Viella y Medio Arán que cuenta con 52 habitantes, situado en la comarca del Valle de Arán en el norte de la provincia de Lérida (España).
Dentro del Valle de Arán forma parte del tercio de Marcatosa.
Se encuentra a una altitud de 1096 metros, situado encima del río Garona entre las poblaciones de Aubert y Arrós.

## Geografía humana

### Demografía
| Gráfica de evolución demográfica de Vilá entre 1857 y 1877 |
| |
| Población de derecho según los censos de población del INE Población de hecho según los censos de población del INEEntre el censo de 1887 y el anterior, este municipio desaparece porque se integra en el municipio 25513 (Arrós y Vila) Entre el censo de 1857 y el anterior, aparece este municipio porque se segrega del municipio 25513 (Arrós y Vila) |

Hasta 1857 y nuevamente desde 1885, formó parte del antiguo municipio de Arrós y Vila. Sin embargo, en 1970 se fusionó con otros municipios formando el de Viella y Medio Arán.

## Monumentos y lugares de interés
- Iglesia de San Roque, de estilo románico.